# La viennese
La viennese. Ritratto di Irma Brunner (La Viennoise. Portrait d'Irma Brunner) è un pastello del pittore francese Édouard Manet, realizzato nel 1881 e conservato al museo d'Orsay di Parigi.

## Storia
Il quadro venne acquistato nel 1884 dal noto collezionista d'arte Albert Hecht, padre di Suzanne Hecht Pontremoli e grande amico di Édouard Manet. In seguito a vari passaggi di proprietà è conservato presso il Museo d'Orsay di Parigi.

## Descrizione

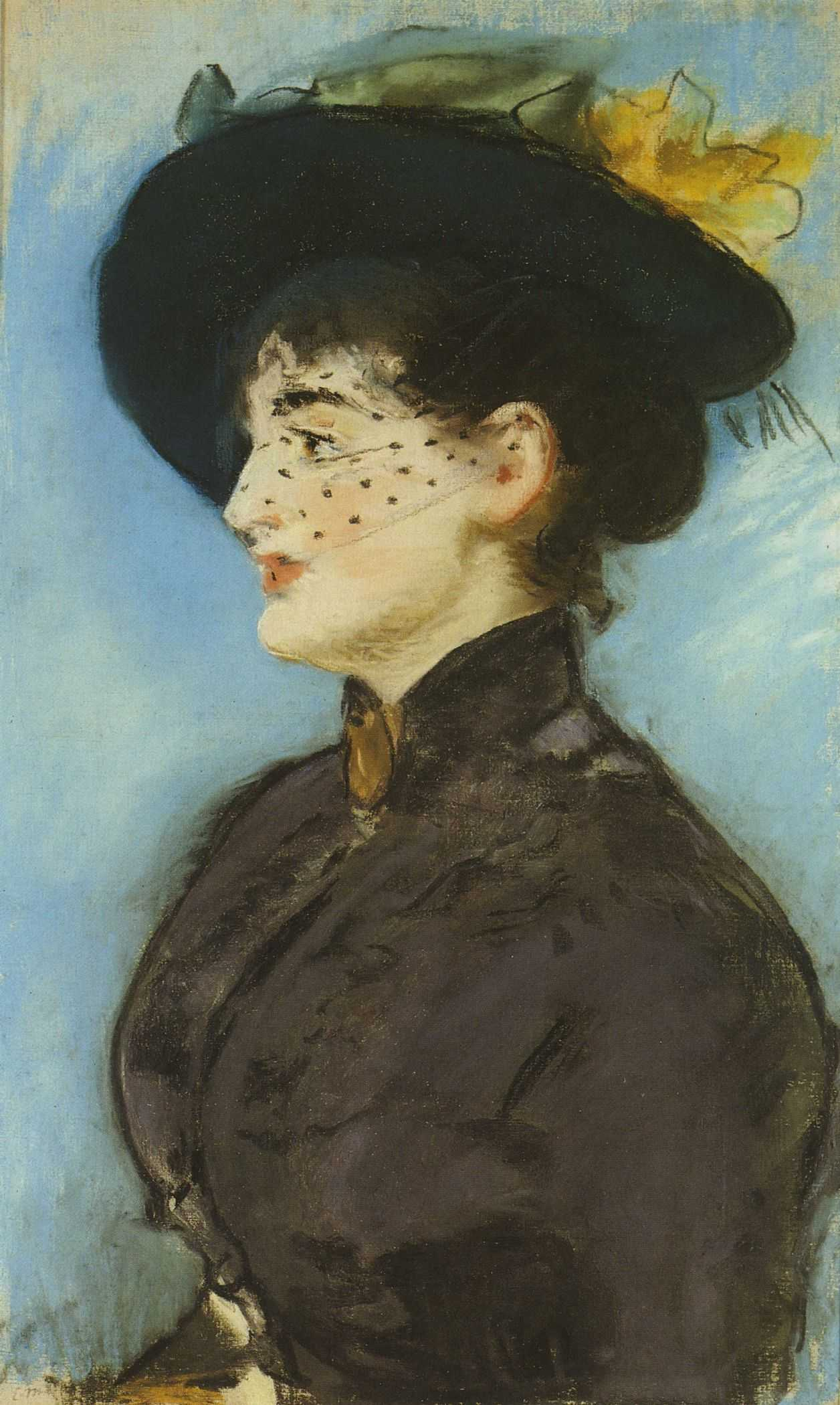
Altro ritratto di Irma Brunner eseguito sempre dal Manet nello stesso periodo de La viennese

All'inizio degli anni ottanta Manet ritornò a dedicarsi alla ritrattistica femminile con la tecnica del pastello su cartoncino, anche a causa del costante peggioramento fisico, che gli impediva di cimentarsi in composizioni più ambiziose. In questo modo Manet chiamava spesso amiche e conoscenti e imponeva loro di abbigliarsi con i loro abiti migliori, non mancando di far calzar loro anche vistosi cappelli, e restituiva loro quadretti di estrema eleganza.
Il ritratto di Irma Brunner, meglio conosciuto con il nome de La viennese, «è uno dei più squisiti», secondo il giudizio del critico Marco Abate. La Brunner era una donna proveniente dalla buona società parigina ed era stata introdotta a Manet per tramite dell'amica in comune Méry Laurent. Nel suo ritratto Manet ricorre costantemente a scelte figurative risalenti al Rinascimento italiano: la nobildonna, infatti, è colta di profilo, in una posizione che mette in risalto la regolarità della sua fisionomia, ed è munita di linea di contorno. Il pittore, tra l'altro, non esita ad esaltare i toni già vellutati offerti dalla tecnica del pastello orchestrando una raffinata sinfonia di colori. È in questo modo che la luminosità dell'incarnato del viso viene messa in risalto non solo dal trucco, bensì anche dal nero del cappello di velluto e della capigliatura, soave eppure incredibilmente brillante, distintivo dell'artista.
Per il medesimo processo vi è un equilibrio tra le tinte scure nella parte alta del dipinto e il corpetto della donna, tinto di un rosa pronunciato che viene ripreso e variato nella tinta dell'orecchio, sfuggito all'imbiancamento del trucco. A completare l'accordo cromatico intervengono lo sfondo, grigio e uniforme, e la nota acidula del rosso delle labbra. Si può notare come Manet in questo dipinto non si occupa di penetrare il carattere della modella, come invece facevano molti altri pittori contemporanei, come Degas. Irma Brunner, infatti, non è molto ben tratteggiata sotto il profilo psicologico, bensì viene ritratta «come se si trattasse di splendidi fiori» (la citazione è sempre dell'Abate) e, anzi, ci appare come la testimonianza più alta dell'eleganza parigina nella società del secondo Ottocento.